# Polybrachia eastwardae
Polybrachia eastwardae är en ringmaskart som beskrevs av Southward och Brattegard 1968. Polybrachia eastwardae ingår i släktet Polybrachia och familjen skäggmaskar. Inga underarter finns listade i Catalogue of Life.